# Quentin Crisp
Quentin Crisp, właściwie Denis Charles Pratt (ur. 25 grudnia 1908 w Sutton, zm. 21 listopada 1999 w Manchesterze) – angielski pisarz i aktor.
Urodził się w Sutton (hrabstwo Surrey w Anglii) jako czwarte dziecko prawnika Spencera Pratta i guwernantki Marion Pratt. Nazwisko Crisp przybrał po opuszczeniu domu, będąc już ponad 30-letnim mężczyzną, znanym ze swych szokujących eskapad po Londynie w kobiecym makijażu, które były powodem wielu homofobicznych ataków. Z jego własnych wspomnień wyłania się postać bardzo kobieca już od wczesnych lat dziecinnych, co często wiązało się z konfliktami w szkole i otoczeniu.
Po ukończeniu szkoły średniej w 1926 podjął studia dziennikarskie w King’s College w Londynie, których nie ukończył. Następnie podjął studia sztuk pięknych na Uniwersytecie Westminster na Regent St. w Londynie. W tym samym okresie stał się bywalcem klubów, pubów i kawiarenek znanej dzielnicy Soho – centrum londyńskiej cyganerii artystycznej i tzw. półświatka stolicy. Był to też początek jego eksperymentów z transwestytyzmem. W tym samym okresie pracował przez sześć miesięcy jako męska prostytutka.
Jego wyzywający wygląd – używał jaskrawych kolorów makijażu, kolorował swoje długie włosy na ostry karmin, malował paznokcie dłoni i stóp – spotykały się z admiracją i zainteresowaniem części środowiska, na ogół jednak przynosiły niechęć lub wręcz przemoc ze strony innych.
Po wybuchu II wojny światowej usiłował zaciągnąć się do armii, ale został odrzucony ze względu na skłonności seksualne, które ówczesna wojskowa komisja lekarska określiła jako perwersyjne. W czasie Bitwy o Anglię pozostał w Londynie. W okresie wojny zamieszkał w małym mieszkanku na 129 Beaufort Street, gdzie spędził ponad 40 lat, do czasu emigracji do Stanów Zjednoczonych w 1981. Znany był z paradowania wieczorami po ulicach w swoich wyzywających ubiorach, często podrywając młodych amerykańskich żołnierzy. Było to początkiem jego zachwytu amerykańskim stylem życia.
W latach 40. i 50. pracował jako model w pracowniach i studiach artystycznych Londynu. W tym samym okresie zaczął pisać i wydawać pierwsze książki, ale prawdziwy rozgłos przyniosły mu dopiero opublikowana w 1968 autobiografia „The Naked Civil Servant”. Wspomnienia te stały się podstawą szeregu wywiadów w prasie, telewizji i radio. W 1975 filmowa wersja książki (pod tym samym tytułem) została wyświetlona w telewizji brytyjskiej i amerykańskiej. Quentin Crisp otrzymał w tym filmie jedną z ważnych ról lektora opowieści i, obok aktora Johna Hurta, stał się szybko bardzo znaną i popularną postacią. Na bazie tej popularności zorganizował objazdowy show, w którym połączył własny monolog autobiograficzny z częścią poświęconą wymianie zdań i dyskusji z zebranymi widzami.
Po emigracji do Stanów Zjednoczonych zamieszkał na stałe w Nowym Jorku. Jego długie życie było do końca związane z oryginalnością osobowości, kontrowersyjnością stylu i wypowiedzi. Nowo rodzący się ruch równouprawnienia osób LGBT tak w USA, jak w Wielkiej Brytanii i Europie kontynentalnej, nie znalazł w nim orędownika i działacza. Quentin Crisp nie rozumiał potrzeb nowego pokolenia gejów i środowiska LGBT. Nie dążył do 'normalności' – chciał być i był jednostką oryginalną, jedyną.
Ostatnie dwie dekady życia były, pomimo jego podeszłego wieku, najbardziej aktywnymi artystycznie latami Crispa. Występował w wielu filmach, brał udział w niezliczonych programach telewizyjnych, prowadził rubryki dla periodyków socjalnych, w 1992 grał rolę Elżbiety I w filmie „Orlando”, kontynuował pisanie kolejnych książek i swoich wspomnień („Resident Alien”).
Sting poświęcił mu jedną ze swoich najbardziej znanych piosenek „Englishman in New York”. Quentin Crisp pojawił się w teledysku.
Zmarł w listopadzie 1999 na początku brytyjskiej trasy swojego show-monologu. Zgodnie z jego życzeniem prochy przewieziono do Nowego Jorku, a następnie rozsypano je nad Manhattanem.
Na podstawie jego historii powstały filmy Nagi urzędnik (1975) i Anglik w Nowym Jorku (2009). W obu w postać Crispa wciela się John Hurt.